# The Accountant 2
The Accountant 2 is een Amerikaanse actiefilm uit 2025 geregisseerd door Gavin O'Connor. De film is een vervolg op The Accountant uit 2016 en ging op 8 maart 2025 in première tijdens het South by Southwest festival.

## Verhaal
De film volgt Christian Wolff die ingehuurd wordt door Marybeth om de moord op haar baas op te lossen. Met medewerking van zijn vervreemde maar erg dodelijke broer Brax, gaat Christian aan de slag om de onopgeloste moordzaak op te lossen. Zodra het drietal steeds dichter bij de waarheid dreigen te komen, trekken ze de aandacht van een aantal van de meest meedogenloze moordenaars die allemaal van plan zijn hun zoektocht tot een einde te brengen.

## Rolverdeling
| acteur                 | personage          |
| ---------------------- | ------------------ |
| Ben Affleck            | Christian Wolff    |
| Jon Bernthal           | Braxton            |
| Cynthia Addai-Robinson | Marybeth Medina    |
| Daniella Pineda        | Anaïs              |
| Allisson Robertson     | Justine            |
| Alison Wright          | stem van Justine   |
| J.K. Simmons           | Raymond King       |
| Robert Morgan          | Burke              |
| Grant Harvey           | Cobb               |
| Andrew Howard          | Batu               |
| Lombardo Boyar         | Tomas              |
| Todd Stashwick         | advocaat van Tomas |

## Achtergrond
De film werd geregisseerd door Gavin O'Connor en geproduceerd door Ben Affleck, Lynette Howell Taylor en Mark Williams. Affleck vertolkt daarnaast een van de hoofdrollen in de film. Andere hoofdrollen waren weggelegd voor onder anderen Jon Bernthal, Cynthia Addai-Robinson, Daniella Pineda en J.K. Simmons. De film is een vervolg op The Accountant uit 2016 en werd geschreven door Bill Dubuque, die eveneens het scenario voor de eerste film schreef. De opnames van de film gingen op 25 maart 2024 van start in Californië, Verenigde Staten, en werden op 16 augustus 2024 afgerond. De muziek van de film werd gecomponeerd door Bryce Dessner.

## Release en ontvangst
The Accountant 2 ging op 8 maart 2025 in première tijdens het South by Southwest festival. Anderhalve maand later, op 25 april 2025, werd de film door distributeur Amazon MGM Studios in de Verenigde Staten in de bioscoop uitgebracht. Internationaal werd de film door distributeur Warner Bros. Pictures in de bioscopen uitgebracht. De film werd door recensenten in het algemeen positief ontvangen. Op Rotten Tomatoes heeft de film een score van 76% op basis van 187 beoordelingen. Metacritic komt op een score van 58/100, gebaseerd op 42 beoordelingen.